# 동성로 스파크

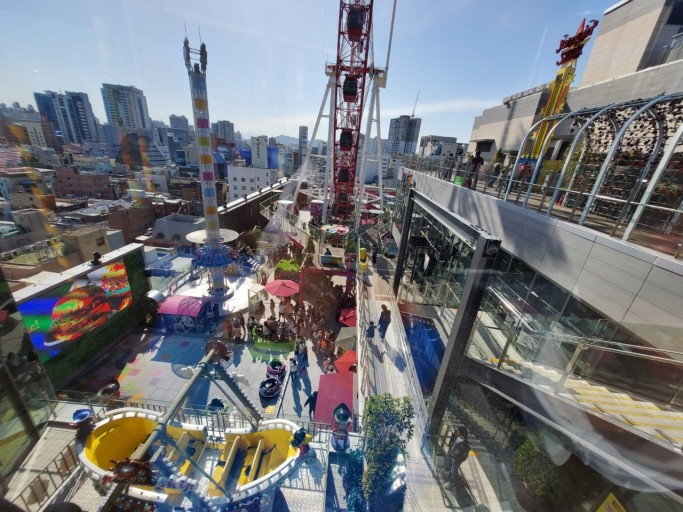

동성로 스파크(Dongseongno Spark)는 2020년 1월 17일 오픈한 복합 쇼핑몰이다. 소재지는 대구광역시 중구 동성로6길 61(공평동) 위치해 있다. 흔히 대구 스파크라고 불렸다. 현재는 도원투자개발에서 운영하고 있다.

## 층별
- 1~2층 : 브랜드
  - 1층 : 투썸플레이스, 세븐일레븐, 쉐이크쉑, 탑텐, 노스페이스, K2
  - 2층 : 에잇세컨즈, 에이랜드
- 3층 : 판매시설
- 4층 : F&B
  - 바르미 스시뷔페, 투고샐러드, 유방녕의 신
- 5~6층 : 블루존
  - 5층 : 롤러스케이트장, 점핑 클라이밍, 미니골프, 자이언트 정글짐, 트램플린, 퀵플라잇, 드롭슬라이드, 스텝바이스텝
  - 6층 : 볼링장, 디지털리얼사격·양궁장, 레이저서바이벌, 스크린야구장, 스크린축구, 짚코스터, 하이로프, 좀비VR, VR래프팅
- 7~9층 : 레드존
  - 7층 대관람차, 스카이워크, 유로번지, 디스코, 로데오, 자이로스콥, 트위스트타워, 범퍼카, 이벤티아, 회전목마, 오락실, VR(UFO,어드벤처)
  - 8층 : 하늘정원 (옥상), 랑데뷰로드
  - 9층 : 스파크 스카이, 하늘그네, 코페르니쿠스, 미니바이킹, 점핑스타 (옥상)

## 교통편
- 대구 도시철도 1호선 중앙로역 ●
- 대구 도시철도 1호선 반월당역 ●
- 대구 도시철도 2호선 반월당역 ●

## 수상 내역
- 2020년 대구광역시건축상 최우수상 수상